# كيث واشنطن
كيث واشنطن (بالإنجليزية: Keith Washington)‏ هو مغني أمريكي، ولد في 15 نوفمبر 1960 في ديترويت في الولايات المتحدة.

## وصلات خارجية
- كيث واشنطن على موقع IMDb (الإنجليزية)
- كيث واشنطن على موقع ميوزك برينز (الإنجليزية)
- كيث واشنطن على موقع ديسكوغز (الإنجليزية)
- كيث واشنطن على موقع قاعدة بيانات الفيلم (الإنجليزية)